# N. Scott Momaday
Œuvres principales
- La Maison de l'aube (1968)

Navarre Scott Momaday, né le 27 février 1934 à Lawton (Oklahoma) et mort le 24 janvier 2024, est un écrivain autochtone  Kiowa et Cherokee de culture. Son roman La Maison de l'aube, publié en 1968, a reçu le prix Pulitzer de la fiction en 1969 et marque le début de la Renaissance amérindienne.

## Formation
Navarre Scott Momaday est le fils unique du peintre Alfred Morris Momaday et de l'enseignante Natachee Scott Momaday. Il est né le 27 février 1934 à l'hôpital indien de Lawton, dans l'Oklahoma. Il fait partie de la tribu des Kiowas de l'Oklahoma, mais a aussi des racines chez les Cherokees par sa mère. À l'âge de 12 ans, sa famille déménage pour Jemez Pueblo, au Nouveau-Mexique.
Ses études secondaires terminées, Navarre Scott Momaday envisage dans un premier temps d'intégrer l'académie militaire de West Point, puis opte pour l'Université du Nouveau-Mexique, où il entre en 1952. Il obtient un baccalauréat en science politique en 1958. Il quitte alors pour une année le milieu universitaire et enseigne dans la réserve des Apaches jicarilla du Nouveau-Mexique. À l'Université Stanford, il obtient ensuite un master en littérature anglaise et américaine en 1960, puis son doctorat en 1963 : sa thèse, sous la direction du poète et universitaire américain Yvor Winters, est une édition critique des poèmes de Frederick Goddard Tuckerman (en). Elle a été publiée par la prestigieuse maison d'édition Oxford University Press en 1965 sous le titre The Complete Poems of Frederick Goddard Tuckerman.

## L'enseignant
Navarre Scott Momaday enseigne la littérature britannique à l'Université de Californie à Santa Barbara avec le titre de professeur assistant dès 1963. En 1968, c'est avec le titre de professeur qu'il est nommé à l'Université de Californie à Berkeley où il enseigne l'écriture créative et met en place un nouveau programme universitaire sur la mythologie et la littérature amérindiennes. C'est à cette période que Momaday publie La maison de l'aube.

## L'écrivain
La Maison de l'aube paraît en 1968. Navarre Scott Momaday obtient pour ce livre le Prix Pulitzer de la fiction en 1969. Il est le premier Amérindien écrivain à recevoir cette distinction. Ce roman initiatique met en scène les aventures d'Abel pendant sept années, du 20 juillet 1945 au 28 février 1952. Le héros est un vétéran amérindien de la Seconde Guerre mondiale, Pueblo de culture, qui est pris entre deux mondes et deux temporalités, d'une part la ville américaine moderne, rythmée par la culture matérialiste et la production industrielle, d'autre part la culture pueblo, rythmée par les saisons et donc la nature.

## Œuvres
- The Journey of Tai-me, University of New Mexico Press, 2009 (1967), 69 pages  (ISBN 0826348211)
- La Maison de l'aube (House Made of Dawn, 1968), traduit de l'américain par Daniel Bismuth, Éditions Gallimard, coll. « Folio », 1996, 299 pages  (ISBN 2070394476). Une autre traduction en français réalisée par Joëlle Rostkowski parait en 2020 sous le titre Une maison faite d'aube, Albin Michel  (ISBN 978-2226440464)
- Le chemin de la montagne de pluie (The Way to Rainy Mountain, 1969), traduit de l'américain par Philippe Gaillard, illustré par le père de l'auteur Alfred Momaday, Éditions Gallimard, coll. « Folio », 1997, 105 pages  (ISBN 207040188X)
- Angle of Geese and Other Poems, 1974.
- The Gourd Dancer: Poems, HarperCollins, 1976, 64 pages.  (ISBN 0060129824)
- Les noms: Mémoires (The Names: A Memoir, 1976), traduit de l'américain par Danièle Laruelle, Éditions du Rocher, coll. « Nuage rouge », 2001, 180 pages  (ISBN 2268039765)
- L'enfant des temps oubliés, (The Ancient Child, 1989), traduit de l'américain par Danièle Laruelle, Éditions Gallimard, coll. « Folio », 1998, 406 pages  (ISBN 2070402886)
- In the Presence of the Sun: Stories and Poems, 1961-1991, illustré par l'auteur, University of New Mexico Press, 2009 (1992), 143 pages  (ISBN 0826348165)
- L'homme fait de mots (The Man Made of Words: Essays, Stories, Passages, 1997), traduit de l'américain par Danièle Laruelle, Éditions du Rocher, coll. « Nuage rouge », 1998, 256 pages  (ISBN 2268030482)
- In the Bear's House, University of New Mexico Press, 2010 (1999), 96 pages.  (ISBN 0826348394)
- Three Plays: The Indolent Boys, Children of the Sun, the Moon in Two Windows, University of Oklahoma Press, 2007, 177 pages  (ISBN 0806138289). Une de ces pièces, jouées pendant la saison 1993-1994, a été traduite en français : Les Enfants du soleil (Children of the Sun), traduit de l'américain par Danièle Laruelle, Éditions du Seuil, 2003, 80 pages  (ISBN 2020580659)

## Prix et distinctions
- 1969 : lauréat du prix Pulitzer, dans la catégorie « œuvres de fiction », pour son roman House Made of Dawn[6],
- 2003 : docteur honoris causa de l'université Blaise-Pascal (Clermont-Ferrand II)[7].
- 2021 : récipiendaire de la médaille Frost[8] décernée par la Poetry Society of America en l'honneur de l'ensemble de son œuvre[9],